# Santa Rosalía, Tabasco
Santa Rosalía är en ort i Mexiko.   Den ligger i kommunen Cárdenas och delstaten Tabasco, i den sydöstra delen av landet, 600 km öster om huvudstaden Mexico City. Santa Rosalía ligger 22 meter över havet och antalet invånare är 5 533.
Terrängen runt Santa Rosalía är mycket platt. Runt Santa Rosalía är det ganska tätbefolkat, med 155 invånare per kvadratkilometer. Närmaste större samhälle är Cárdenas, 9,8 km söder om Santa Rosalía. Trakten runt Santa Rosalía består till största delen av jordbruksmark.